# Fatima Zahra Bennacer
Fatima Zahra Bennacer (arabic: فطةةزة), sinh ngày 30 tháng 10 năm 1981, là một nữ diễn viên Maroc. Cô bắt đầu sự nghiệp nghệ thuật của mình vào năm 2004 và chơi trong nhiều sản phẩm. Cô trở nên nổi tiếng nhờ vai diễn trong phim truyền hình "Một giờ trong địa ngục" với vai Sophia, và vai cô là cô gái nổi loạn trong serie truyền hình Ramadan Akba Lik.

## Phim
- 2014: Formatage
- 2015: Without a family
- 2015: Hmimou

## Danh sách đĩa hát
- (ar) Hamam lkhla (حمام لخلا)
- (ar) Goliya (قوليا)
- (ar) Kif nessma (كيف نسمة)
- (ar) Liyam (fant يام)
- (ar) baa m3aya (بقا معيا)
- (ar) zahwiya (زاهوية)
- (ar) Maktouaa mn chajra (موع من شجرة)